# Francisco Guterres
Francisco Guterres, přezdívaný Lú-Olo (* 7. září 1954 Ossu, Východní Timor), je východotimorský politik a bývalý 6. prezident Východního Timoru.

## Biografie
Svou politickou aktivitou začínal v roce 1974, kdy vstoupil do organizace Revolutionary Front for Independence of East Timor (FRETILIN). Po indonéské invazi na ostrov v roce 1975 spolu s dalšími disidenty utekl do hor, kde vedl partyzánské aktivity. V té době užíval přezdívku „Lú-Olo“, což v jazyce tetum znamená „Holub“.
V roce 1976 se stal tajemníkem FRETILIN na východním pobřeží Matebijského regionu . Od roku 1975 do roku 1999 působil v hnutí odporu a zastával různé řídící pozice ve strukturách FRETILIN. V červenci 2001 byl jmenován předseda FRETILIN během prvního národního kongresu strany. V důsledku voleb ze dne 30. srpna 2001, které vyhrál FRETILIN, se dostal k ústavnímu shromáždění. Dne 15. září 2001 byl zvolen předsedou ústavodárného shromáždění. Dne 20. května 2002, v den, kdy Východní Timor získal nezávislost, se Ústavní shromáždění změnilo na národní parlament, v němž Guterres zůstal. V květnu 2006 byl znovu zvolen předsedou strany FRETILIN.
Guterres se zúčastnil prvních prezidentských voleb v nezávislém Východním Timoru. V prvním kole voleb 9. dubna 2007 získal první místo s výsledkem 29 % hlasů a předseda vlády José Ramos-Horta získal 23 % hlasů. Ve druhém kole však vyhrál Ramos-Horta, přičemž Guterres získal méně než 31 % hlasů podpory. 8. srpna 2007, po parlamentních volbách, ztratil postavení předsedy národního parlamentu. V srpnu 2011 byl opět zvolen předsedou strany lidovým hlasováním.
V roce 2012 se opět zúčastnil prezidentských voleb. V prezidentských volbách 17. března 2012 získal první místo, čímž se získá 28,8 % a překonal dosavadního prezidenta Josého Ramos-Horta s 17,5 % a Taura Matana Ruak s 25,7 % hlasů. Ve druhém kole voleb, 16. dubna 2012, vyhrál Taur Matan Ruak a získal 38,8 % hlasů.
Potřetí byl kandidátem FRETILIN v prezidentských volbách z 20. března 2017. Získal podporu strany Národního kongresu pro obnovu Timoru. Stal se vítězem hned v prvním kole hlasování se ziskem o něco více než 57% hlasů. Inaugurace prezidenta proběhla 20. května 2017.
Francisco Gutteres je ženatý s Cidália Lopes Nobre Mouzinho Guterres, se kterou má tři děti.

## Vyznamenání
- Řád partyzánů – Východní Timor, 2006
- řetěz Řádu Východního Timoru – Východní Timor, 2009
- Medaile za zásluhy – Východní Timor, 2012